# Saw
Pour les articles homonymes, voir Saw (homonymie).
Série Saw
Saw 2
(2005)
Pour plus de détails, voir Fiche technique et Distribution.
Saw (ou Décadence au Québec) est un film d'horreur et thriller américano-australien réalisé par James Wan et écrit par Leigh Whannell, sorti en 2004. Premier volet de la série de films Saw, il voit les débuts de réalisateur de James Wan, qui reprend le concept de son court-métrage du même nom qu'il a coécrit avec Whannell. Il s'inspire notamment de deux autres thrillers : Cube et Seven.
Le film, suivant une narration non linéaire, tourne autour d'un mystérieux tueur en série du nom de Jigsaw, incarné par Tobin Bell, qui place ses victimes dans des jeux mortels où ils doivent s'infliger une grande douleur physique potentiellement mortelle pour survivre. Deux de ses victimes, Lawrence Gordon et Adam, incarnés respectivement par Cary Elwes et Leigh Whannell, se réveillent enchaînés dans une salle de bains désaffectée. Le premier doit tuer le deuxième qui doit lui, s'échapper par tous les moyens.
Tourné avec un budget de 1,2 million de dollars en seulement 18 jours, il en rapporte plus de 100 millions, devenant l'un des films d'horreur les plus rentables depuis Scream en 1996, et lance ainsi une saga longue de plusieurs films.

## Synopsis
Dans une salle de bain désaffectée, le photographe Adam Stanheight et le docteur Lawrence Gordon se réveillent, aux coins opposés de la pièce, enchaînés par leurs chevilles à des canalisations. Une horloge indique dix heures. Au milieu de la pièce, un corps est allongé sur le sol dans une mare de sang, tenant un revolver et un magnétophone. Lawrence et Adam trouvent dans leurs poches des cassettes sur lesquelles il est écrit : « play me » (« écoutez-moi »). Après avoir enclenché les cassettes, celle d'Adam lui indique qu'il doit s'échapper de la salle de bains, et celle de Lawrence l'informe qu'il doit tuer Adam avant 18 heures, faute de quoi son épouse et sa fille seront tuées et il sera laissé pour mort dans cette pièce. Ils trouvent ensuite des scies à métaux qui ne sont pas assez solides pour couper leurs chaînes, mais assez pour couper leur jambe.
Lawrence comprend que leur ravisseur est le tueur au puzzle (Jigsaw Killer en anglais, avec le double-sens de puzzle et de scie), qui n'assassine jamais directement ses victimes, mais les met dans des situations qui les poussent à le faire elles-mêmes. Son idée est que ses victimes survivent à l'épreuve avec une meilleure appréciation de la vie.
L'assassin (le tueur au puzzle) a fait plusieurs victimes par le passé : Paul Leahy, suicidaire, se retrouve piégé dans une énorme cage de fils barbelés avec plusieurs petits chemins pour s'enfuir au prix de sérieuses coupures auto-infligées, mais il n'a que deux heures avant que la trappe du bâtiment ne se referme. Mark Wilson, un imposteur, se réveille dans une petite pièce sombre dont le sol est parsemé de verre brisé, puis apprend qu'un poison lent lui a été injecté et qu'une substance inflammable recouvre sa peau. Il doit chercher sur les murs d'une pièce sombre la bonne combinaison pour ouvrir la boîte renfermant l'antidote en s'éclairant avec une bougie, mais il sera retrouvé brûlé vif à la suite d'une mauvaise manipulation de la bougie. Une jeune femme nommée Amanda Young souffre d'une dépendance à la drogue. Elle est la seule survivante connue des jeux morbides de Jigsaw, enfermée dans un piège à ours inversé dont elle se libère avec une clef trouvée dans le corps de son compagnon de cellule qu'elle a dû éventrer vivant. Dans un autre flashback, Lawrence est soupçonné par la police d'être le tueur au puzzle car un stylo lui appartenant est retrouvé sur les lieux du crime de Mark. Mais Lawrence avait un alibi : il avait une liaison adultère avec une de ses étudiantes.
Tandis que Lawrence et Adam cherchent des solutions de substitution pour ne pas se trancher les pieds ni s'entre-tuer, Zepp Hindle, aide-soignant à l'hôpital où officie Lawrence, se rend au domicile de Lawrence où il ligote et bâillonne son épouse Alison et sa fille Diana. Un flashback montre que Zepp était présent quand Lawrence a parlé avec quelques étudiants au sujet d'un patient, John Kramer, atteint d'un cancer du cerveau inopérable. Durant les discussions entre les deux prisonniers, Zepp les surveille par un système de caméras.
Auparavant, l'inspecteur de police David Tapp (en) et son partenaire Steven Sing étaient à la poursuite de Jigsaw et avaient découvert son repaire. Sur place, ils ont trouvé un homme sur le point d'être tué par le tueur au puzzle, qui réussit à s'échapper. Se lançant à sa poursuite, Sing est tué par un piège, et Tapp grièvement blessé à la gorge par Jigsaw. Aujourd'hui, Tapp a quitté la police et il enquête seul sur Jigsaw, obsédé par l'idée de venger son partenaire Sing. Il traque Lawrence et surveille sa maison occupée par Zepp.
Dans la salle de bains, Lawrence trouve un téléphone portable qui peut seulement recevoir des appels ainsi que des cigarettes. Adam et Lawrence se rappellent ensuite leur enlèvement : ils ont été attirés dans un guet-apens et étourdis par un étranger portant un masque à tête de porc. Lawrence reçoit un appel de sa femme Alison qui, prisonnière du tueur, l'avertit qu'Adam en sait plus que lui sur l'histoire. Alors le photographe explique qu'il avait été payé par Tapp pour suivre et photographier Lawrence, et il lui montre une pile des photographies qu'il a trouvées avec les scies à métaux. Lawrence, qui devait tuer Adam avant 18 heures, fait une mise en scène pour faire croire au ravisseur qu'Adam est mort avec une cigarette empoisonnée, mais échoue : Adam reçoit une forte décharge électrique par sa chaîne, prouvant ainsi au tueur qu'il n'est pas mort. Adam remarque la présence de Zepp sur une photo prise près de la maison de Lawrence. Ils en déduisent que l'aide-soignant est le responsable de leur enlèvement. À ce moment-là, Adam s'aperçoit alors que les huit heures se sont écoulées.
Pendant ce temps, Alison parvient à se libérer de ses liens et se défend au moment où Zepp est sur le point de l'exécuter. Tapp, qui surveillait la maison, s'y introduit après avoir entendu des coups de fusils. Zepp tire sur Tapp, et court aux égouts pour tuer Lawrence, qui par téléphone entend les coups de feu et des cris. Incapable d'atteindre le téléphone et désespéré d'aider sa famille, il utilise sa scie à métaux pour découper son pied et tire sur Adam avec le revolver du corps allongé, utilisant une balle qui était cachée avec sa cassette. Zepp pénètre dans la pièce des deux prisonniers et y trouve Lawrence en larmes, disant qu'il a rempli sa part de contrat en tirant sur Adam.
Zepp se dirige vers le photographe en disant qu'il faut que le jeu se termine mais, avant que Zepp ne puisse réagir, Adam laissé pour mort se relève ; il s'ensuit une bagarre entre les deux hommes dans laquelle Adam se donne à une rage hors du commun en s'acharnant sur Zepp qui succombe vite à ses coups. Lawrence, couvert de sang et amputé du pied, livide, rampe alors lentement hors de la pièce, promettant à Adam de revenir avec de l'aide.
Après le départ de Lawrence, Adam recherche dans les poches de Zepp une clef pour se libérer de ses chaînes, mais il trouve un autre magnétophone. Adam apprend que Zepp était seulement un autre pion dans le jeu du tueur au puzzle et comprend qu'il a tué un innocent. Il entend alors un gémissement derrière lui et, se retournant, voit se relever le corps placé au milieu de la pièce depuis le début du film. Il s'agit de John Kramer, le tueur au puzzle. John dit à Adam que la clef de sa chaîne était dans la baignoire dans laquelle Adam s'est réveillé quand le film a commencé. Mais la clef est descendue dans les canalisations, avec l'eau. Adam atteint le pistolet de Zepp, mais John l'assomme avec un autre choc électrique grâce à une télécommande cachée. John éteint les lumières et se dirige vers la sortie. Il lance à Adam : « Le jeu est terminé » avant de claquer la porte et laisser Adam seul dans la salle de bains criant à l'aide.

## Fiche technique
- Titre original et français : Saw
- Titre québécois : Décadence
- Réalisation : James Wan

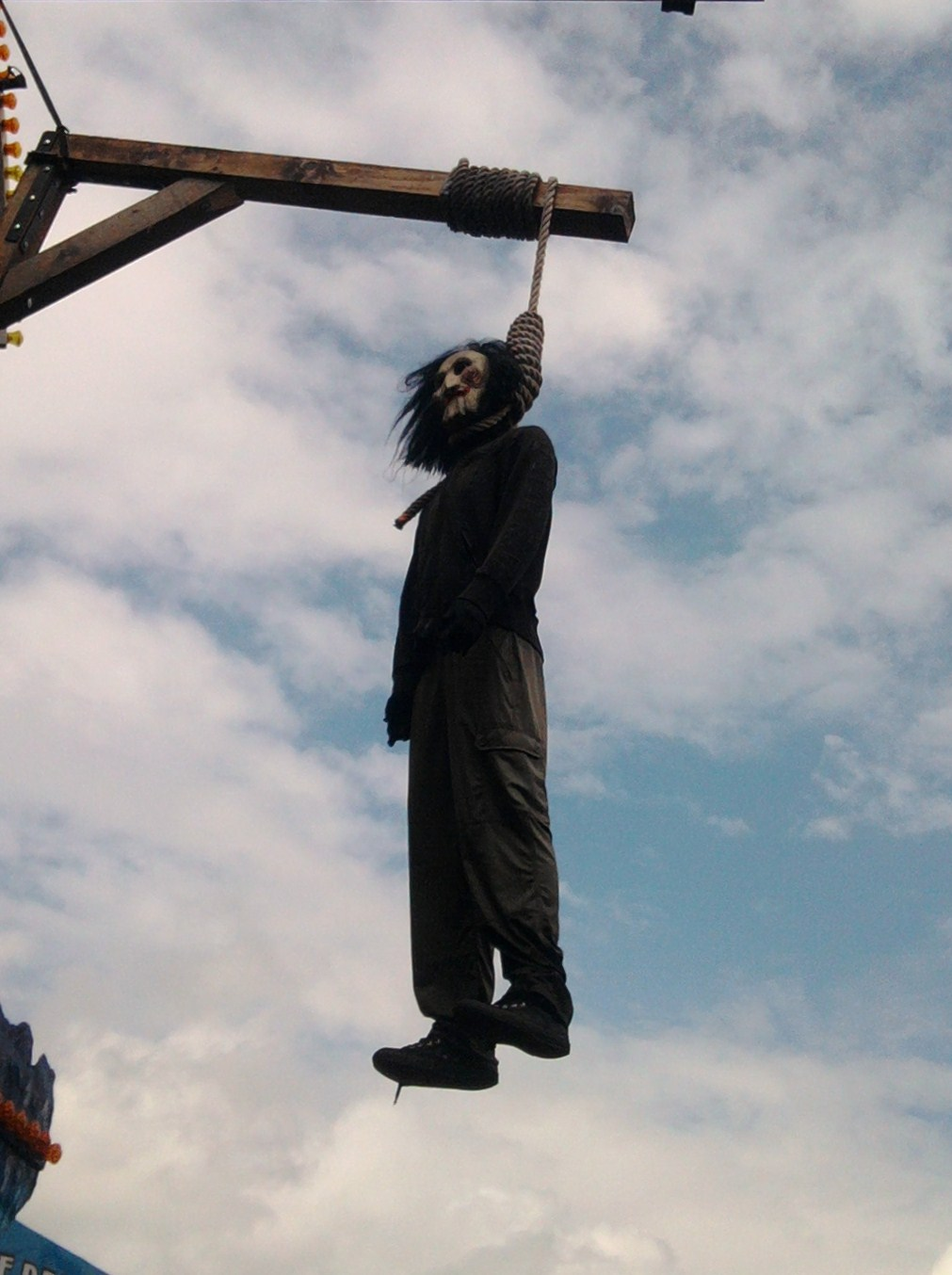
Un pantin de Saw dans un manège de la Foire comtoise à Besançon.

- Scénario : Leigh Whannell, d'après une histoire de Leigh Whannell et James Wan
- Musique : Charlie Clouser
- Direction artistique : Nanet Harty
- Décors : Julie Berghoff
- Costumes : Jennifer L. Soulages
- Photographie : David A. Armstrong (en)
- Son : Jerry Gilbert et Jonathan Wales
- Montage : Kevin Greutert
- Production : Mark Burg, Gregg Hoffman (en) et Oren Koules

Production déléguée : Peter Block, Jason Constantine et Stacey Testro
Production associée : Lark Bernini
Coproduction : Daniel J. Heffner et Richard H. Prince
- Sociétés de production[3] : Evolution Entertainment (en), Saw Productions Inc. et Twisted Pictures (en)
- Société de distribution : 
  - États-Unis : Lions Gate Films
  - Canada : Maple Pictures, Christal Films[4], Alliance Films[5]
  - France : Metropolitan Filmexport
  - Suisse : Ascot Elite Entertainment Group
- Budget : 1,2 million de $[6]
- Pays d'origine :  États-Unis
- Langue originale : anglais
- Format[7] : couleur (DeLuxe) - 35 mm - 1,85:1 (Panavision) - son DTS | Dolby Digital | DTS (5.1 surround) | Dolby Atmos
- Genre(s) : épouvante-horreur, thriller, mystère
- Durée : 103 minutes
- Dates de sortie[8] :
  - États-Unis : 19 janvier 2004 (Festival du film de Sundance) ; 14 octobre 2004 (Festival du film d'Austin) ; 29 octobre 2004 (sortie nationale)
  - Canada : 18 septembre 2004 (Festival international du film de Toronto) ; 29 octobre 2004 (sortie nationale)
  - France : 29 janvier 2005 (Festival international du film fantastique de Gérardmer) ; 16 mars 2005 (sortie nationale)
  - Belgique : 12 mars 2005 (Festival international du film fantastique de Bruxelles) ; 16 mars 2005 (sortie nationale)
  - Suisse romande[9] : 16 mars 2005
- Classification[10] :
  -  États-Unis : Interdit aux moins de 17 ans (certificat #40854) (R – Restricted) [Note 2].
  -  Québec : 16 ans et plus (16+ / 16 years and over), réévaluée en 2017 à 13 ans et plus (13+ / 13 years and over).
  -  France : Interdit aux moins de 16 ans [10] (visa d'exploitation no 111922 délivré le 15 mars 2005)[11],[12],[Note 3].

## Distribution
- Leigh Whannell (VF : Alexandre Gillet ; VQ : Philippe Martin) : Adam Stanheight
- Cary Elwes (VF : Éric Herson-Macarel ; VQ : Antoine Durand) : Dr Lawrence Gordon
- Danny Glover (VF : Richard Darbois ; VQ : Guy Nadon) : l'inspecteur David Tapp (en)
- Ken Leung (VF : Serge Faliu ; VQ : Jacques Lavallée) : l'inspecteur Steven Sing

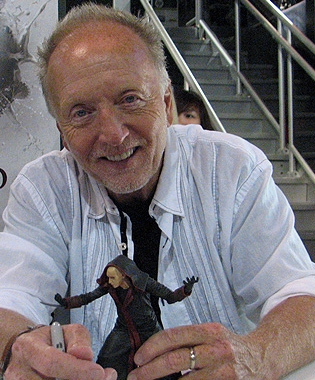
L'acteur Tobin Bell au Comic-Con 2010 avec une figurine de la série de films Saw.

- Dina Meyer (VF : Véronique Volta ; VQ : Christine Séguin) : l'inspectrice Allison Kerry
- Mike Butters : Paul Leahy
- Paul Gutrecht (en) : Mark Wilson
- Michael Emerson (VQ : Pierre Auger) : Zepp Hindle
- Benito Martinez : Brett
- Shawnee Smith (VF : Nathalie Karsenti ; VQ : Hélène Mondoux) : Amanda Young
- Makenzie Vega (VF : Véra Mendique ; VQ : Juliette Mondoux) : Diana Gordon
- Monica Potter (VF : Catherine Cyler ; VQ : Maryse Gagné) : Alison Gordon
- Ned Bellamy : Jeff Ridenhour
- Alexandra Bokyun Chun (VF : Yumi Fujimori ; VQ : Viviane Pacal) : Carla Song
- Tobin Bell (VF : Bruno Dubernat ; VQ : Stéphane Rivard) : John Kramer / Jigsaw
- Oren Koules : Donnie Greco

Version française
- Société de doublage : Dubbing Brothers
- Direction artistique : Danielle Perret
- Adaptation des dialogues : Déborah Perret

Version québécoise
- Adaptation des dialogues : Bérengère Rouard et Thibaud de Courrèges

## Bande originale
Sauf indication contraire, toutes les pistes sont écrites par Charlie Clouser.
| Saw (Original Motion Picture Soundtrack) | Saw (Original Motion Picture Soundtrack) | Saw (Original Motion Picture Soundtrack) | Saw (Original Motion Picture Soundtrack) | Saw (Original Motion Picture Soundtrack) | Saw (Original Motion Picture Soundtrack) | Saw (Original Motion Picture Soundtrack) | Saw (Original Motion Picture Soundtrack) | Saw (Original Motion Picture Soundtrack) | Saw (Original Motion Picture Soundtrack) |
| No                                       | Titre                                    | Musique                                  | Durée                                    |                                          |                                          |                                          |                                          |                                          |                                          |
| ---------------------------------------- | ---------------------------------------- | ---------------------------------------- | ---------------------------------------- | ---------------------------------------- | ---------------------------------------- | ---------------------------------------- | ---------------------------------------- | ---------------------------------------- | ---------------------------------------- |
| 1.                                       | Sturm                                    | Rhys Fulber (en), Bill Leeb (en)         | 6:07                                     |                                          |                                          |                                          |                                          |                                          |                                          |
| 2.                                       | Hello, Adam                              |                                          | 3:57                                     |                                          |                                          |                                          |                                          |                                          |                                          |
| 3.                                       | Bite the Hand That Bleeds                | Fear Factory                             | 4:01                                     |                                          |                                          |                                          |                                          |                                          |                                          |
| 4.                                       | Last I Heard...                          |                                          | 4:40                                     |                                          |                                          |                                          |                                          |                                          |                                          |
| 5.                                       | Action                                   | Jason Slater (en)                        | 3:43                                     |                                          |                                          |                                          |                                          |                                          |                                          |
| 6.                                       | Reverse Beartrap                         |                                          | 4:47                                     |                                          |                                          |                                          |                                          |                                          |                                          |
| 7.                                       | You Make Me Feel So Dead                 | Pitbull Daycare                          | 3:49                                     |                                          |                                          |                                          |                                          |                                          |                                          |
| 8.                                       | X Marks the Spot                         |                                          | 4:34                                     |                                          |                                          |                                          |                                          |                                          |                                          |
| 9.                                       | Wonderful World                          | Psychopomps (en)                         | 5:00                                     |                                          |                                          |                                          |                                          |                                          |                                          |
| 10.                                      | Cigarette                                |                                          | 3:07                                     |                                          |                                          |                                          |                                          |                                          |                                          |
| 11.                                      | We're Out of Time                        |                                          | 3:48                                     |                                          |                                          |                                          |                                          |                                          |                                          |
| 12.                                      | F**k This S*!t                           |                                          | 4:09                                     |                                          |                                          |                                          |                                          |                                          |                                          |
| 13.                                      | Hello Zepp                               |                                          | 3:00                                     |                                          |                                          |                                          |                                          |                                          |                                          |
| 14.                                      | Zepp Overture                            |                                          | 2:38                                     |                                          |                                          |                                          |                                          |                                          |                                          |
| 57:20                                    |                                          |                                          |                                          |                                          |                                          |                                          |                                          |                                          |                                          |

## Distinctions
Entre 2004 et 2006, Saw a été sélectionné 22 fois dans diverses catégories et a remporté 8 récompenses,.

### Récompenses
- Festival du film d'horreur et fantastique de Saint-Sébastien (San Sebastián Horror and Fantasy Film Festival) 2004 :
  - Prix du public du Meilleur film décerné à James Wan.
- Prix Schmoes d'or (Golden Schmoes Awards) 2004 :
  - Schmoes d'or du Meilleur film d'horreur de l'année,
  - Schmoes d'or de l'Affiche de cinéma préférée de l'année,
  - Schmoes d'or de la Scène la plus mémorable d'un film (La Fin).
- Fantasporto 2005 : prix international du film fantastique du Meilleur scénario décerné à Leigh Whannell.
- Festival international du film fantastique de Bruxelles 2005 : Pégase (prix du public) décerné à James Wan.
- Festival international du film fantastique de Gérardmer 2005[15],[16] :
  - Prix du jury décerné à James Wan,
  - Prix du jury jeunes décerné à James Wan.

### Nominations
- Prix Schmoes d'or (Golden Schmoes Awards) 2004 : Film le plus trippant de l'année.
- Académie des films de science-fiction, fantastique et d'horreur - Prix Saturn 2005 : Meilleur film d'horreur.
- Fantasporto 2005 : Meilleur film pour James Wan.
- Festival international du film fantastique de Gérardmer 2005[16] :
  - Nommé au Grand prix pour James Wan,
  - Nommé au Prix de la critique internationale pour James Wan,
  - Nommé au Prix Première pour James Wan,
  - Nommé au Prix 13e Rue pour James Wan.
- MTV Movie Awards 2005 : Meilleure performance la plus effrayante pour Cary Elwes.
- Prix de la bande-annonce d'or 2005 : Meilleure bande-annonce d'un film d'horreur.
- Prix du jeune public 2005 :
  - Meilleur film Thriller,
  - Meilleur scène de cri pour Leigh Whannell (Adam crie alors qu'il est enfermé dans la pièce).
- Prix Fangoria Chainsaw 2005 : Meilleur film à large diffusion.
- Prix Satellites 2005 : Meilleurs Extras DVD (Édition non coupée).
- Académie des films de science-fiction, fantastique et d'horreur - Prix Saturn 2006 : Meilleure édition spéciale DVD.

## Production

### Développement

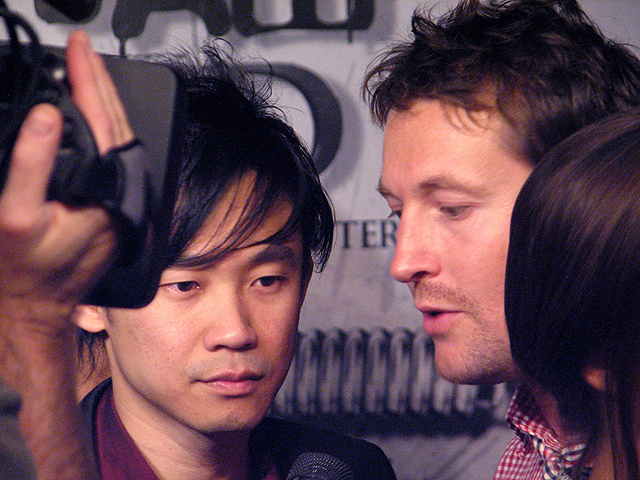
Le réalisateur du premier film James Wan (à gauche) et le scénariste Leigh Whannell (à droite).

Après être sortis de l'école du cinéma, le réalisateur australien James Wan et le scénariste australien Leigh Whannell voulaient écrire et produire un film. Après avoir visionné le film à petit budget indépendant Le Projet Blair Witch, les deux ont pensé à réaliser un petit film à huis clos.
Le titre Saw a plusieurs sens :
- puzzle : à la mort de chaque victime, le tueur au puzzle prélève sur le corps un morceau de peau en forme de pièce de puzzle censé représenter ce qui lui a manqué : l'instinct de survie ;
- scie : pour survivre, les deux victimes principales du film doivent se libérer de leurs chaînes en se coupant le pied avec des scies à métaux. Dans chaque épisode de la série de films, l'instrument (scie à métaux ou circulaire) apparaît ;
- voir : le tueur au puzzle assiste aux pièges via des caméras ou un trou dans le mur. Il est aussi parfaitement capable de tout savoir sur une personne, comme s'il la surveillait en permanence.

Le scénario fut proposé à un producteur de Sydney, mais cela n'intéressait pas le producteur. Le scénario fut également proposé à divers scénaristes durant 2001 et 2002 mais sans résultat. Un producteur leur a conseillé d'aller à Los Angeles pour proposer le scénario. Wan et Whannell ont d'abord refusé par manque de moyens pour le voyage mais s'y sont finalement rendus. Afin de convaincre les studios d'accepter le scénario, Wan décide de tourner un court-métrage de sept minutes sur le piège à ours inversé avec 2 000 $. Whannell joue David, l'homme portant le piège.
Wan tourne le film avec un 16 mm en deux jours et le transfère sur un DVD avec le scénario. Début 2003, Wan et Whannell rencontrent Gregg Hoffman (en) et montrent le court métrage à Mark Burg et Oren Koules. Wan reçoit 1,2 million de dollars pour le tournage du film.
Wan a donné l'idée à Whannell de deux hommes enchaînés à des côtés opposés d'une salle de bain, avec un cadavre dans le milieu de la pièce, et qui essaient de comprendre pourquoi ils sont là. C'est seulement à la fin du film qu'ils réalisent que la personne allongée sur le sol n'est pas morte, et qu'elle est en fait le fameux tueur. Whannell donna cette idée de départ, mais celle-ci ne provoqua pas chez Wan la réaction qu'il attendait. Whannel a déclaré : « Je n'oublierai jamais ce jour. Je me rappelle raccrocher le téléphone et avoir commencé tout juste à y réfléchir dans ma tête, et sans aucune sorte de longue période de réflexion, j'ai ouvert mon journal que j'avais à l'époque et ai écrit le mot « Saw ». » Avant d'écrire instantanément le mot « Saw » avec une police rouge sang, dégoulinante, les deux n'avaient pas trouvé de titre. « Ce fut l'un de ces moments qui m'ont fait prendre conscience que certaines choses sont vraiment simplement destinées à être. Certaines choses sont simplement en train d'attendre là d'être découvertes », selon Whannell.
Le personnage de Jigsaw est venu un mois plus tard, alors que Whannell avait changé d'emploi, et qu'il était en proie à des migraines. Convaincu qu'il s'agissait d'une tumeur au cerveau, il est allé à un hôpital neurologie pour faire une IRM, et alors qu'il était assis dans la salle d'attente, il pensait : « Que faire si on vous a donné les nouvelles que vous avez eu une tumeur et que vous alliez mourir bientôt ? Comment réagiriez-vous à cela ? » Whannell décrit le film comme étant un récit à suspense d'horreur, le producteur Mark Burg l'a décrit comme un thriller psychologique. Wan n'a pas eu l'intention de réaliser un torture porn, il n'y a d'ailleurs qu'un moment seulement de torture dans tout le film. Il a fallu attendre les suites qui sont axées sur des scènes de torture.

### Tournage
Tourné avec un budget de 1 200 000 de dollars,, 1,15 million $ et 1,2 million $ en 18 jours, le film recueille 103 096 345 $ de recettes à travers le monde, ce qui en fait un des films les plus rentables de l'histoire du cinéma d'horreur avec Scream. Il reçoit des critiques mitigées. Saw connaîtra six suites (une chaque année).
Le tournage de Saw débuta le 22 septembre 2003 dans une usine de dentelles à Los Angeles, tournage qui dura 18 jours avec des décors construits en un jour. Danny Glover a tourné pendant deux jours avec notamment une scéne tourné à Amiens et Shawnee Smith en un jour.
En post-production, lors du montage, le réalisateur s'est aperçu qu'il lui manquait beaucoup de plans, d'où la nécessité d'en tourner de nouveaux en urgence. Ainsi, lors de la scène où Amanda éventre son compagnon de cellule, le gros plan sur la clé trouvée dans les intestins montre les propres mains de Leigh Whannell.

### Musique
La bande originale a été composée par Charlie Clouser (voir supra).
Albums de Collectif
Saw II: Original Motion Picture Soundtrack
(2005)
Saw: Original Motion Picture Soundtrack  est la bande originale du film Saw. Elle est sortie le 5 octobre 2004 sous  Warner Bros. Records.
Toutes les chansons sont écrites par Charlie Clouser avec Page Hamilton, Danny Lohner et Chas Smith.
| Saw: Original Motion Picture Soundtrack | Saw: Original Motion Picture Soundtrack | Saw: Original Motion Picture Soundtrack | Saw: Original Motion Picture Soundtrack | Saw: Original Motion Picture Soundtrack | Saw: Original Motion Picture Soundtrack | Saw: Original Motion Picture Soundtrack | Saw: Original Motion Picture Soundtrack | Saw: Original Motion Picture Soundtrack | Saw: Original Motion Picture Soundtrack |
| No                                      | Titre                                   | Auteur                                  | Durée                                   |                                         |                                         |                                         |                                         |                                         |                                         |
| --------------------------------------- | --------------------------------------- | --------------------------------------- | --------------------------------------- | --------------------------------------- | --------------------------------------- | --------------------------------------- | --------------------------------------- | --------------------------------------- | --------------------------------------- |
| 1.                                      | Sturm                                   | Front Line Assembly                     | 6:08                                    |                                         |                                         |                                         |                                         |                                         |                                         |
| 2.                                      | Hello, Adam                             | Charlie Clouser                         | 3:58                                    |                                         |                                         |                                         |                                         |                                         |                                         |
| 3.                                      | Bite the Hand That Bleeds               | Fear Factory                            | 4:02                                    |                                         |                                         |                                         |                                         |                                         |                                         |
| 4.                                      | Last I Heard                            | Charlie Clouser                         | 4:41                                    |                                         |                                         |                                         |                                         |                                         |                                         |
| 5.                                      | Action                                  | Enemy                                   | 3:44                                    |                                         |                                         |                                         |                                         |                                         |                                         |
| 6.                                      | Reverse Bear Trap                       | Charlie Clouser                         | 4:47                                    |                                         |                                         |                                         |                                         |                                         |                                         |
| 7.                                      | You Make Me Feel So Dead                | Pitbull Daycare                         | 3:49                                    |                                         |                                         |                                         |                                         |                                         |                                         |
| 8.                                      | X–Marks the Spot                        | Charlie Clouser                         | 4:35                                    |                                         |                                         |                                         |                                         |                                         |                                         |
| 9.                                      | Wonderful World                         | Psychopomps                             | 5:07                                    |                                         |                                         |                                         |                                         |                                         |                                         |
| 10.                                     | Cigarette                               | Charlie Clouser                         | 3:01                                    |                                         |                                         |                                         |                                         |                                         |                                         |
| 11.                                     | We're Out of Time                       | Charlie Clouser                         | 3:49                                    |                                         |                                         |                                         |                                         |                                         |                                         |
| 12.                                     | Fuck This Shit                          | Charlie Clouser                         | 4:10                                    |                                         |                                         |                                         |                                         |                                         |                                         |
| 13.                                     | Hello Zepp                              | Charlie Clouser                         | 3:00                                    |                                         |                                         |                                         |                                         |                                         |                                         |
| 14.                                     | Zepp Overture                           | Charlie Clouser                         | 2:06                                    |                                         |                                         |                                         |                                         |                                         |                                         |
| 1:02:26                                 |                                         |                                         |                                         |                                         |                                         |                                         |                                         |                                         |                                         |

Voici la musique de film, toutes les chansons sont composées par Charlie Clouser :
| 1.  | Tape Deck        | 1:47 |
| 2.  | Name/Clock/Play  | 2:38 |
| 3.  | Hello, Mark      | 1:39 |
| 4.  | Reverse Beartrap | 1:39 |
| 5.  | Are You Daddy?   | 0:53 |
| 6.  | Drill & Trap     | 1:00 |
| 7.  | X Marks          | 1:05 |
| 8.  | Cigarette        | 1:05 |
| 9.  | Out of Time      | 1:34 |
| 10. | Tapp & Zepp      | 2:16 |
| 11. | Fuck This Shit A | 1:54 |
| 12. | Fuck This Shit B | 3:08 |
| 13. | Zepp Overture    | 2:40 |
| 14. | The Rules        | 0:33 |
| 15. | Be Alright       | 1:40 |
| 16. | Hello Zepp       | 3:02 |

## Accueil

### Accueil critique
Lionsgate acquit les droits de Saw à quelques jours du Sundance Film Festival après des réactions positives. Lionsgate avait prévu de sortir le film en direct-to-video, mais après le succès en projection test, le film sortirait dans les salles de cinéma. Le film était classé d'abord NC-17 (pas d'enfants de moins de 17 ans autorisés) par la Motion Picture Association of America pour la violence graphique intense, mais après avoir été remonté, il fut classé R (un adulte doit accompagner les enfants de moins de 17 ans). Lionsgate a tenu la première édition du « Give Til It Hurts » pour la collecte de sang pour la Croix-Rouge [Laquelle ?] et recueilli 4 249 litres de sang. Aujourd'hui, Saw est considéré comme un film culte.

### Box-office
| Pays ou région    | Box-office      | Date d'arrêt du box-office | Nombre de semaines |
| ----------------- | --------------- | -------------------------- | ------------------ |
| États-Unis Canada | 56 000 369 $    | 30 décembre 2004           | 9                  |
| France            | 493 502 entrées | 11 novembre 2005           | 9                  |
| Monde hors USA    | 47 911 300 $    | 31 janvier 2007            | -                  |
| Total mondial     | 103 911 669 $   | 31 janvier 2007            | -                  |

## Autour du film
- Michael Emerson (Zepp) et Ken Leung (Sing) n'apparaissent pas ensemble à l'écran mais se retrouvent dans Lost : Les Disparus où ils jouent respectivement Benjamin Linus et Miles Straume. Ainsi que dans Person of Interest où ils incarnent respectivement Harold Finch et Leon Tao.
- Cary Elwes alias le docteur Lawrence Gordon reviendra dans Saw 3D : Chapitre final en 2010, 6 ans après le premier film.
- Le piège principal du film, celui du fait duquel Adam et Lawrence sont attachés par la cheville et doivent se couper la cheville, vient initialement de la scène de fin de Mad Max.
- Le pantin sinistre qui, par vidéo interposée, s'adresse aux victimes fait référence au cinéaste Dario Argento, dont le film Les Frissons de l'angoisse recèle une scène exhibant un pantin analogue[32].

## Suites
Après le succès du film, il connaîtra neuf suites, respectivement Saw 2, Saw 3, Saw 4, Saw 5, Saw 6, Saw 3D : Chapitre final, Jigsaw, Spirale : L'Héritage de Saw et Saw X dont les scènes de tortures sont plus variées, plus sanglantes et racontent le passé du tueur au puzzle.

## Marketing

### Jeux vidéo
Deux jeux vidéo fondés sur les films sont sortis sur PlayStation 3 et Xbox 360 où le joueur joue une victime du tueur du puzzle qui doit survivre aux pièges de ce dernier.

### DVD
| Détails du DVD | Bonus |
| --- | --- |
| Aux États-Unis : À remplir | Aux États-Unis : À remplir |
| En France : - 1re édition : 1. Langues : Français, Anglais 2. Sous-Titres : Français 3. Piste son : Français 5.1 Dolby Digital / 5.1 DTS Anglais 5.1 Dolby Digital EX - 2e édition : 1. Langues : Français, Anglais 2. Sous-titres : Français 3. Piste son : Français 5.1 Dolby Digital / 5.1 DTS Anglais 5.1 Dolby Digital EX | En France : - 1re édition : 1. Commentaire audio du réalisateur James Wan et du co-scénariste et acteur Leigh Whannel (VOST) 2. Un condensé du tournage (VOST) 3. Le vidéo-clip de Fear Factory (avec en exclusivité la version non-censurée) 4. Le making-of du vidéo-clip (VOST) 5. La galerie d'affiches promotionnelles 6. Les bandes-annonces et les spots tv (VF/VOST) - 2e édition : 1. Les bandes-annonces (VOST) |
| Au Québec (sortie sous le titre Décadence) : 1. Langues : français, anglais 2. Sous-titres : anglais, espagnol 3. Piste son : français 5.1 Dolby Digital / 5.1 DTS Anglais 5.1 Dolby Digital EX | Au Québec (sortie sous le titre Décadence) : 1. Commentaire du réalisateur James Wan et du scénariste et acteur Leigh Whannel 2. 2 vidéo-clips dont une version non-censurée exclusive 3. Le making-of du vidéo clip (version non-censurée) 4. Mini making-of du film 5. Bandes-annonces et pubs tv 6. Galeries de photos                                                                                                 |

### Director's cut
Selon les versions DVD et Blu-ray, on peut retrouver les différents bonus suivant :
- Trois scènes sont différentes de la version cinéma :
  - Un gros plan sur la tête du cadavre allongé au milieu de la salle de bain où l'on distingue un peu mieux l'impact de balle sur son crâne.
  - Le flashback d'Amanda qui cherche la clé dans le corps du cadavre, dont elle sort désormais l'estomac pour plonger la main dedans.
  - La scène où Lawrence Gordon se coupe le pied avec la scie est rallongée.
- Un commentaire audio avec le réalisateur, Leigh Whannell et Cary Elwes
- Dissection
  - Billy, le pantin
  - Saw, le court métrage original
  - Les coulisses du tournage
  - Les story-boards animés
- Contre-enquête
  - Contre-enquête sur le tueur au puzzle
  - Clip vidéo de Fear Factory présenté en version censurée et non censurée. Un petit making-of du tournage du clip dans sa version Unrated, la bande annonce du film, ses spots TV et une galerie d'affiches déroulante.
  - Bonus caché.